# Alcalá del Río
Alcalá del Río – gmina w Hiszpanii, w prowincji Sewilla, w Andaluzji, o powierzchni 81,97 km². W 2011 roku gmina liczyła 11 513 mieszkańców.

## Zabytki
Cenny renesansowy krzyż, wykonany z marmuru, zachowany w miejscu pochodzenia od jego wykonania w 1576 r. przez Juana Bautistę Vázqueza Starszego znajduje się na starej Camino Real de Castilla, która jest obecnie Aleją Andaluzji w mieście.